# ID; Peace B (singolo)
ID; Peace B è un singolo della cantante sudcoreana BoA, pubblicato nel 2001.
Il brano, scritto da Yoo Young Jin, è incluso nel suo primo album in Corea del Sud dal titolo ID; Peace B e in seguito per il suo album giapponese Listen to My Heart.

## Tracce
- CD

1. ID; Peace B
2. Dreams Come True
3. ID; Peace B (Instrumental)
4. Dreams Come True (Instrumental)
5. ID; Peace B (English Version)